# Jüdisches Viertel von Inca (Mallorca)
Das jüdische Viertel Inca (auf Katalanisch Call Jueu d'Inca) ist das jüdische Viertel der spanischen Stadt Inca auf der Insel Mallorca (Balearen).

## Geschichte
Es gibt Hinweise auf eine jüdische Bevölkerung mit der Eroberung Mallorcas durch Jakob I. von Aragon im Jahr 1229, obwohl ihre Anwesenheit bereits im 5. Jahrhundert vom Bischof von Menorca, Severo, dokumentiert wurde.
Der Ursprung des jüdischen Viertels von Inca geht auf das Jahr 1346 zurück, auf Anordnung des aragonischen Königs Pedro IV., auf Wunsch von Gilaberto de Centelles, Gouverneur von Mallorca, aufgrund der Auseinandersetzungen mit der übrigen Stadtbevölkerung, unter denen die jüdische Gemeinde litt. Die Stadt Inca beheimatete mehrheitlich Christen, die sich über die Anwesenheit von Juden beschwerten, die über die ganze Stadt verstreut waren.
Um den Ort zu definieren, bestimmte der Leutnant des Gouverneurs (Berenguer de Oms) zusammen mit einem Berater einen ersten Ort, den die jüdische Gemeinde allerdings ablehnte, da dieser als "Calle d'en Prats" bekannte Ort verfallene Häuser hatte. Pedro IV akzeptierte die Beschwerde der jüdischen Gemeinde und leitete sie an Gilaberto de Centelles weiter. Er ordnete an, dass ein Sachverständiger ernannt werden sollte, der das Vertrauen der Gemeinde genoss, um einen geeigneten Ort zu finden.
Da Gilaberto de Centelles geschäftlich für den König nach Valencia und Katalonien musste, delegierte er Guillermo de Llagostera, der 1353 in Inca mit dem Juristen Ramón de Capeir und Jaime de Buadella (Jurist von Palma) erschien, zu einem Treffen mit den örtlichen Vertretern, mit denen sie sich schließlich auf den Ort "Calle d'en Pascolet" einigten.
Von da an begannen die wirtschaftlichen Probleme, da die bestehenden Häuser beschlagnahmt wurden, wofür die Juden einen Preis zahlen mussten, mit dem die Eigentümer nicht einverstanden waren. Es folgte ein fast vierundzwanzigjähriger Konflikt mit zahlreichen Beschwerden gegenüber dem Monarchen und dem Gouverneur. Schließlich entschied der König, dass die Differenz zwischen dem, was gezahlt wurde, und dem, was von den Eigentümern verlangt wurde, von der Universität von Inca zu erstatten sei, was zu einer Konfrontation zwischen der Universität und den Eigentümern führte.
Vier Personen, zwei Christen und zwei Juden, wurden ernannt, um die Verkaufs- und Mietpreise der Häuser im späteren jüdischen Viertel zu vereinbaren, aber die Universität von Inca beschwerte sich über die Preise, schrieb an den König und lähmte den gesamten Prozess für einen Zeitraum von zehn Jahren, bis der Gouverneur den Befehl gab, das Urteil zu vollstrecken und die Errichtung des Viertels fortzusetzen. Aber erst 1363 begann mit dem neuen Gouverneur Bernardo de Tous die Vollstreckung. Eine neue Kommission für die Bewertung der Immobilien wurde gebildet. Ihr gehörten Montroig und Palou (Christen) sowie Faquim und Fallux (Juden) an. Für den Zeitraum von 1363 bis 1372 sind keine Aufzeichnungen bekannt, es ist nur bekannt, dass es erneut Beschwerden über die Bewertungen von beschlagnahmten Häusern in der neuen Nachbarschaft gab.
1372 äußerten die Vertreter der Aljama (jüdische Selbstverwaltung) eine Beschwerde, da Gouverneur Tous die Schaffung von zwei Toren befohlen hatte, um das jüdische Viertel geschlossen zu halten, um Plünderungen und Angriffe von Christen auf Juden zu verhindern, es aber nur eines dieser Tore gab (das d' En Reboll-Portal). Die Juden wurden angegriffen und viele Juden wanderten aus Angst aus. Aus diesem Grund forderten sie den Bau des anderen Portals und forderten Strafen für die Angreifer.
Zwischen September und Oktober 1372 gelangten die Juden in den Besitz des Viertels. Es gibt Hinweise darauf, dass die Vertreter des Viertels im Jahr 1381 Omer Levi und Mose Levi waren.
Im Jahr 1391, zeitgleich mit den Pogromen der Christen auf die jüdischen Viertel von Aragon und Kastilien, wurden auch die Viertel von Inca und Palma angegriffen. Nahezu das gesamte Viertel wurde zerstört, Häuser und Geschäfte in Brand gesetzt.

## Weitere Informationen
Das jüdische Viertel von Inca kann als zweite Aljama (jüdische Selbstverwaltung) von Mallorca betrachtet werden, die erste war die von Palma. Im Jahr 1383 erklärte die Aljama von Palma jene von Inca praktisch für unabhängig. Diese Situation hielt nur bis zur Zerstörung im Jahr 1391; die Mehrheit der Überlebenden des Pogroms wurden zur Konversion zum Katholizismus gezwungen.
Alles deutet darauf hin, dass es in dem Viertel eine Synagoge gab, da ein schriftliches Dokumente aus dem Jahr 1392 seitens einer Konvertitin namens Bartomeua existiert, in welchen sie die Erbrechte an den Gütern ihres Großvaters „Jucef Ben Baharon, Rabbiner der jüdischen Schule des Call“ beansprucht.
Im Jahr 2014 wurde der bisher älteste Stadtplan von Inca gefunden, der Jerónimo de Berard (1790) zugeschrieben wurde. Laut Forschern der Universität der Balearen (Antoni Ginard, Joan Estrany und Francesca Tugores) wurde dieser von Sebastián Sanz für seinen Stich von 1808 verwendet.
Derzeit führten die Eigentümer im Haus Can Monroig (ehemals Can Mora) eine vollständige Restaurierung und Ausgrabungen durch, bei denen architektonische Überreste und Keramik gefunden wurden, die wahrscheinlich Überreste des alten jüdischen Viertels sowie aus der maurischen Zeit sind.

## Aktueller Standort
Das jüdische Viertel liegt zwischen den Straßen Sant Francesc, la Virtut, Can Valella, Pare Cerdà, el Call und la Rosa.

## Demographie
Es wird geschätzt, dass es ungefähr 306 Menschen gab, die sich vor allem dem Handwerk und dem Handel widmeten.